# Danau Tigi
Danau Tigi är en sjö i Indonesien.   Den ligger i provinsen Papua, i den östra delen av landet, 3 300 km öster om huvudstaden Jakarta. Danau Tigi ligger 1 705 meter över havet. Arean är 36 kvadratkilometer. I omgivningarna runt Danau Tigi växer i huvudsak städsegrön lövskog. Den sträcker sig 8,1 kilometer i nord-sydlig riktning, och 7,7 kilometer i öst-västlig riktning.